# Meganoton cyrtolophia
Meganoton cyrtolophia är en fjärilsart som beskrevs av Butler 1875. Meganoton cyrtolophia ingår i släktet Meganoton och familjen svärmare. Inga underarter finns listade i Catalogue of Life.